# Велоспорт на літніх Олімпійських іграх 2008 — індивідуальна гонка переслідування (чоловіки)
Змагання в індивідуальній гонці переслідування з велоспорту серед чоловіків на літніх Олімпійських іграх 2008 пройшли 15 і 16 серпня. Взяли участь 18 спортсменів з 12 країн.

## Призери
| Золото                           | Срібло                         | Бронза                        |
| Бредлі Віґґінз · Велика Британія | Гейден Ролстон · Нова Зеландія | Стівен Берк · Велика Британія |

## Рекорди
| Світовий рекорд     | Крістофер Бордман (GBR) | 4:11,114 | Манчестер, Велика Британія | 29 серпня 1996 |
| Олімпійський рекорд | Бредлі Віґґінз (GBR)    | 4:15,165 | Афіни, Греція              | 20 серпня 2004 |

## Змагання

### Кваліфікація
| Місце | Спортсмен               | Результат   |
| ----- | ----------------------- | ----------- |
| 1     | Бредлі Віґґінз (GBR)    | 4:15,031 OR |
| 2     | Гейден Ролстон (NZL)    | 4:18,990    |
| 3     | Олексій Марков (RUS)    | 4:21,498    |
| 4     | Володимир Дюдя (UKR)    | 4:21,530    |
| 5     | Стівен Берк (GBR)       | 4:22,260    |
| 6     | Антоніо Таулер (ESP)    | 4:22,462    |
| 7     | Тейлор Фінні (USA)      | 4:22,860    |
| 8     | Олександр Сєров (RUS)   | 4:23,732    |
| 9     | Бредлі Мак-Гі (AUS)     | 4:26,084    |
| 10    | Серхі Ескобар (ESP)     | 4:26,102    |
| 11    | Девід О'Лаулін (IRL)    | 4:26,102    |
| 12    | Бретт Ланкастер (AUS)   | 4:26,139    |
| 13    | Єнс Моріс (NED)         | 4:27,445    |
| 14    | Віталій Попков (UKR)    | 4:30,321    |
| 15    | Фаб'єн Санчес (FRA)     | 4:33,100    |
| 16    | Карлос Альсате (COL)    | 4:35,154    |
| 17    | Олександр Плюшкін (MDA) | 4:45,438    |
| 18    | Єннінг Гейзенга (NED)   | 4:37,097    |

### Перший раунд
| Місце | Спортсмен            | Результат |
| ----- | -------------------- | --------- |
| 1     | Стівен Берк (GBR)    | 4:21,558  |
| 2     | Володимир Дюдя (UKR) | 4:22,471  |

| Місце | Спортсмен            | Результат |
| ----- | -------------------- | --------- |
| 1     | Олексій Марков (RUS) | 4:22,308  |
| 2     | Антоніо Таулер (ESP) | 4:24,974  |

| місце | Спортсмен            | Результат |
| ----- | -------------------- | --------- |
| 1     | Гейден Ролстон (NZL) | 4:19,232  |
| 2     | Тейлор Фінні (USA)   | 4:26,644  |

| Місце | Спортсмен             | Результат |
| ----- | --------------------- | --------- |
| 1     | Бредлі Віґґінз (GBR)  | 4:16,571  |
| 2     | Олександр Сєров (RUS) | 4:25,391  |

### Гонка за третє місце
| Місце | Спортсмен            | Результат |
| ----- | -------------------- | --------- |
| 1     | Стівен Берк (GBR)    | 4:20,947  |
| 2     | Олексій Марков (RUS) | 4:24,149  |

### Фінал
| Місце | Спортсмен            | Результат |
| ----- | -------------------- | --------- |
| 1     | Бредлі Віґґінз (GBR) | 4:16,977  |
| 2     | Гейден Ролстон (NZL) | 4:19,611  |